# 해피 에로 크리스마스
"해피 에로 크리스마스"는 2003년에 개봉한 대한민국의 로맨틱 코미디 영화이다.
"엽기적인 그녀"의 차태현과 "몽정기"의 김선아가 출연하였다.
때는 2003년 크리스마스, 순경 성병기(차태현)는 이번에 기어코 짝사랑을 이루리라 다짐한다. 병기의 짝사랑은 볼링장 여직원인 허민경(김선아)이다. 하지만 민경은 크리스마스 때마다 남자에게 실연을 당하는 징크스를 가졌다. 하지만 깡패인 방석두(박영규)로 인해 병기의 사랑은 순탄치 못하다. 이후 영화는 세 인물의 갈등과 사랑을 보여주며 전개된다.

## 캐스팅
- 차태현 : 성병기 역
- 김선아 : 허민경 역
- 박영규 : 방석두 역
- 홍경인 : 노동출 역
- 김지영 : 박향숙 역
- 박원상 : 똘마니 1 역
- 양익준 : 똘마니 2 역
- 장항선 : 에로영화 제작자 역
- 오태경 : 조동관 역
- 백봉기 : 노해출
- 이청아 : 이해민 역
- 이서연 : 이보영 역
- 박충선 : 파출소장 역
- 정석용 : 박 경장 역
- 한예서 : 이수진 역
- 양수재 : 박병군 역
- 홍석연 : 어부 역
- 송창곤 : 에로 스님 역
- 박수용 : 조준호 역
- 손진호 : 해병대 역
- 오창경 : 칠용 부하 1 역
- 허율 : 똘마니 3 역
- 고범식 : 똘마니 4 역
- 김형준 : 똘마니 5 역
- 강성훈 : 똘마니 6 역
- 김형진 : 똘마니 7 역
- 나디아 : 타나 역
- 성석주 : 병기 부 역
- 조한희 : 병기 모 역
- 박창호 : 민경 부 역
- 권영국 : 최 경장 역
- 배장수 : 형사 1 역
- 신영운 : 형사 2 역
- 염동헌 : 만취남 역
- 송현영 : 술집 기도 역
- 김재록 : 문신사 역
- 김형식 : 오락실 주인 역
- 안예은 : 유명선 역
- 오환석 : 사회자 역
- 조미영 : 온천 아가씨 1 - 아코디언 역
- 안혜영 : 온천 아가씨 2 - 격파 역
- 최미령 : 온천 아가씨 3 - 스트래칭 역
- 김소영 : 온천 아가씨 4 - 가야금 역
- 김수진 : 온천 아가씨 5 - 칼춤 역
- 박다람 : 온천 아가씨 6 - 연기 역
- 김경란 : 준호 새여자 친구 역
- 김용우 : 에로 감독 역
- 김재산 : 에로 조명 역
- 조상렬 : 에로 녹음 역
- 최창우 : 에로 촬영 역
- 홍성규 : 에로 조감독 역
- 이선영 : 에로 분장 역
- 지윤 : 네일 강사 역
- 손혜숙 : 민경 동료 역
- 김보람 : 백화점 직원 역
- 임은희 : 노래방 아줌마 역
- 송윤희 : 꽃집 아줌마 역
- 천승철 : 초콜릿 남 역
- 오갑석 : 젊은 석두 역
- 유학승 : 구온천파 1 역
- 박종명 : 구온천파 2 역
- 김남종 : 구온천파 3 역
- 윤동원 : 구온천파 4 역
- 김선용 : 젊은 석두패 1 역
- 김지하 : 젊은 석두패 2 역
- 최영두 : 젊은 석두패 3 역
- 김동규 : 젊은 석두패 4 역
- 김효정 : 향숙 동료 1 역
- 손미진 : 향숙 동료 2 역
- 김유진 : 챌로 연주자 역
- 이우민 : 나이트 DJ 역
- 박윤미 : 큰북 소녀 역
- 박태경 : 구세군 산타 역
- 김요환 : 인트로 산타 역
- 김현두 : 타이틀 산타 / 병기 대역 역
- 신재명 : 석두 대역 역
- 고현웅 : 칠용 대역 역
- 박성범 : 어린 병기 역
- 왕영은 : 라디오 여자 진행자 역
- 김형범 : 라디오 남자 진행자 역
- 김중기 : 칠용파 보스 백칠용 역 (특별출연)
- 유승호 : 꼬마천사 성가대 역 (특별출연)